# نورشناگرها
نورشناگرها (نام علمی: Photonectes) نام یک سرده از تیره اژدهاماهیان است.